# La Nucia
La Nucia (em valenciano e oficialmente) ou La Nucía (em castelhano) é um município da Espanha na província de Alicante, Comunidade Valenciana. Tem 21,36 km² de área e em 2021 tinha 18 108 habitantes (densidade: 847,8 hab./km²).

## Demografia
| Variação demográfica do município entre 1991 e 2004 | Variação demográfica do município entre 1991 e 2004 | Variação demográfica do município entre 1991 e 2004 | Variação demográfica do município entre 1991 e 2004 |
| --------------------------------------------------- | --------------------------------------------------- | --------------------------------------------------- | --------------------------------------------------- |
| 1991                                                | 1996                                                | 2001                                                | 2004                                                |
| 6078                                                | 7010                                                | 6587                                                | 10672                                               |